# シボネイ
シボネイ族（英: Ciboney、西: Siboney）は、西インド諸島に定住していたインディオである。
南米からカヌーで西インド諸島の島々からフロリダ半島に渡って来たシボネイ族はアラワク諸族に属し、フロリダ半島、キューバ、ハイチや他の一部のカリブの島々に定住し、主に洞窟で暮らし魚を獲りながら自給自足して暮らしていた。
1492年西インド諸島及びフロリダ半島に着いたスペイン人がシボネイ族と出会い、最初はキューバで遭遇した。首長制国家群（Cacicazgos）と呼ばれる29のシボネイ族の一族はそれがキューバの島の国家を導いたCaciquesによって支配された。キューバは1511年にスペインの植民地化が進められ、シボネイ族と同じアラワク諸族のタイノ族がスペインに対して反乱を起こすとシボネイ族はタイノ族を手助けする。シボネイ族はイスパニョーラ島（ハイチ）でスペイン征服者の弾圧からキューバへ逃げるタイノ族の酋長アトゥエイをキューバに逃がす手助けをした。アトゥエイはキューバでスペイン征服者に対して反乱を起こすが1512年に失敗し殺される。反乱後スペイン人はシボネイ族を強制した。1600年以降シボネイ族はスペインに従ってスペインの伝統に合わせた。スペイン人及び後のCimaronesのアフリカから奴隷としてキューバに連れて来られて逃亡した黒人との間で近親婚をし、混血、クレオール化も進んだ。天然痘の伝染病で大勢のシボネイ族が死に大きく数を減らすものの、現在でも混血などでキューバやフロリダ半島、ユカタン半島の一部などにシボネイ族の子孫がいる。

## その他
ハバナ近郊出身の作曲家、エルネスト・レクオーナの作品にシボネイ（Siboney）という曲がある。ザビア・クガート楽団などの演奏で、日本人にもなじみ深い。